# Club Sando Football Club
Maillots
Actualités
Le Club Sando Football Club est un club professionnel de football basé à San Fernando à Trinité-et-Tobago. Il évolue actuellement au sein de la TT Premier Football League, le championnat élite de Trinité-et-Tobago.

## Historique
- 1991 : création de l'équipe.
- 2015 : accession en TT Pro League (D1)

## Palmarès
- National Super League (D2) (1)
  - Champion en 2014-2015